# Svoboda '82
Svoboda '82 prvi je live album slovenskog punk rock sastava Pankrti. Objavljen je 1983. u izdanju diskografske kuće Helidon.
Album je snimljen 5. studenog 1982. u Domu Svobode Šentvid, Ljubljana.

## Popis pjesama
| Br. | Skladba                  | Trajanje |
| --- | ------------------------ | -------- |
| 1.  | »Pesem o svobodi«        |          |
| 2.  | »Za železno zaveso«      |          |
| 3.  | »Sabotaža«               |          |
| 4.  | »Živ spomenik neumnosti« |          |
| 5.  | »Junaki druzga razreda«  |          |
| 6.  | »Sivi in črni«           |          |
| 7.  | »Gospodar«               |          |
| 8.  | »Jest sm na liniji«      |          |
| 9.  | »Tko to mora bit zdej«   |          |
| 10. | »Delovni ljudje«         |          |
| 11. | »Totalna revolucija«     |          |
| 12. | »Enotni in trdi«         |          |
| 13. | »Kdso so ti ljudje«      |          |

## Izvođači
- Matjaž Gantar - bas, vokal
- Slavc Colnarič - bubnjevi
- Bogo Pretnar - gitara, vokal
- Dušan Žiberna - gitara, vokal
- Peter Lovšin - glavni vokal